# Juan Ignacio Barrero
Juan Ignacio Barrero Valverde (Mérida, España, 29 de junio de 1943) es un político español del Partido Popular. Está casado y tiene tres hijos.
Fue concejal electo por Alianza Popular en el Ayuntamiento de Mérida, Presidente Local de Mérida, Presidente Comarcal de Mérida, Presidente Provincial de Badajoz y Diputado por Badajoz en la Asamblea de Extremadura.
Tras ser el principal impulsor del Partido Popular de Extremadura, en 1993 se convierte en su primer presidente electo, elegido en un congreso regional; moderándolo, centrándolo y convirtiéndolo en mucho más transversal.
Fue el primero que logró arrebatar la mayoría absoluta al PSOE, en 1995, la primera vez que se presentaba como candidato a la presidencia.
Tras las elecciones generales de 1996 que dieron la victoria a José María Aznar, es nombrado presidente del Senado, cargo que ocupa hasta enero de 1999.
Fue también el primero en lograr ganarle las elecciones al PSOE en la convocatoria de las generales de 2000.
En ese mismo año, tras dejar a Carlos Floriano como sucesor y ser nombrado Presidente de Honor del Partido, dejando un PP unido y con una gran estructura con representación en todos los pueblos de Extremadura, renuncia a su escaño en el Congreso de los Diputados y a la presidencia de su partido en Extremadura para presidir ENCE[1]; apartándose de la vida política desde entonces.

## Biografía
En 1983 se afilió a Alianza Popular, siendo en el mismo año candidato a la alcaldía de Mérida y diputado en la Asamblea de Extremadura, donde repetiría como diputado regional en la siguiente legislatura (1987-1991).
En Alianza Popular fue Presidente Local de Mérida, Presidente Comarcal de Mérida y Presidente Provincial de Badajoz.
Desde la integración en 1989 de Alianza Popular en el recién creado Partido Popular, la presidencia regional se alternaba entre los presidentes provinciales de Cáceres y Badajoz, sin ningún Congreso, sin sede y sin estructura; era algo meramente nominativo.
Siendo el principal impulsor de la estructura regional del Partido Popular de Extremadura, en 1993 se convierte en su primer presidente; moderándolo, centrándolo y convirtiéndolo en mucho más transversal.
Fue dos veces candidato a la Presidencia de la Junta de Extremadura. En la primera, en 1995, creció 9 diputados y quedó en segundo lugar, pero logró arrebatarle la mayoría absoluta al entonces presidente y candidato socialista Juan Carlos Rodríguez Ibarra, que llevaba disfrutando de dicha mayoría durante las 3 legislaturas anteriores.
Tras las elecciones generales de 1996 que dieron la victoria a José María Aznar, es nombrado presidente del Senado, cargo que ocupa hasta enero de 1999, año en que concurre de nuevo a la presidencia de la Junta de Extremadura, donde creció un diputado más que la legislatura anterior.
En el año 2000 se le pidió que encabezara la lista al Congreso de los Diputados por Badajoz, logrando junto con su escaño el primer triunfo del PP sobre el PSOE en Extremadura, lo que nunca se había conseguido desde el principio de la democracia.
A pesar de estar legitimado por sus resultados electorales para haber seguido presidiendo el partido en Extremadura, en octubre del año 2000 decidió dar un paso atrás voluntariamente, proponiendo a Carlos Floriano como su sucesor. 
En una junta directiva regional, celebrada en octubre de ese mismo año en el Hotel Tryp de Mérida, presidida por el Secretario de Organización del Partido Popular, Pío García Escudero, se nombró por unanimidad a Floriano como Presidente regional y a Barrero como Presidente de Honor.
Tras este nombramiento honorífico hizo efectiva su marcha renunciando a su escaño en el Congreso de los Diputados y la presidencia de su partido en Extremadura, para presidir ENCE; apartándose de la política desde entonces.
Barrero dejó un PP unido y con una gran estructura con representación en todos los pueblos de Extremadura. Esta sólida estructura, una vez pasada la etapa de Carlos Floriano, con los vientos a favor, sin Ibarra en la escena política y con Guillermo Fernández Vara al frente del PSOE, junto a los deseos de tumbar las políticas de Zapatero, hizo posible el triunfo de José Antonio Monago en 2011, quien puedo gobernar gracias a la abstención de los diputados de Izquierda Unida.
En 2006 fue nombrado Defensor del Paciente de la Comunidad de Madrid.

## Cargos desempeñados
- Concejal electo del Excmo. Ayuntamiento de Mérida. (1983-1987)
- Diputado por Badajoz en la Asamblea de Extremadura. (1987-1991)
- Secretario segundo de la Asamblea de Extremadura. (1987-1989)
- Senador electo por Badajoz. (1989-2000)
- Presidente del PP de Extremadura. (1993-2000)
- Diputado por Badajoz en la Asamblea de Extremadura. (1995-1996)
- Presidente del Senado de España. (1996-1999)
- Diputado por Badajoz en la Asamblea de Extremadura. (1999-2000)
- Diputado por Badajoz en el Congreso de los Diputados. (2000)

## Vida profesional
En el sector público ha desempeñado los cargos de:
- Presidente de la Empresa Nacional de Celulosa (ENCE). (2000-2001)
- Defensor del Paciente de la Comunidad de Madrid. (2006-¿?)
- Miembro del Consejo Consultivo de Extremadura. (2013-2015)

En el sector privado, ha ejercido como abogado y ha desempeñado los cargos de:
- Presidente de la Asociación Europea de Arbitraje de Derecho y Equidad (AEADE). (Desde 2001)
- Presidente de QB Oil.
- Presidente de PROBISA.

Actualmente sigue siendo presidente de AEADE.

## Premios, Distinciones y condecoraciones
Condecoraciones Españolas
- Gran Cruz de la Orden de Carlos III (España)
- Medalla de Oro del Senado (España)

Condecoraciones Extranjeras
- Gran Cruz de la Orden del Infante Don Enrique (Portugal)
- Gran Cruz de la Orden Do Cruceiro (Brasil)
- Gran Cruz de la Orden de la Libertad (Nicaragua)
- Gran Cruz de la Orden al Mérito (República de Austria)
- Gran Cruz de Libertad (Finlandia)
- Gran Condecoración al Mérito del Senado (Chile)
- Gran Cordón de la Orden del Libertador (Venezuela)
- Orden de 16 de Septiembre del Estado de Mérida de 1.ª Clase (Venezuela)
- Ciudadano de Honor de la Ciudad de Libertador (Venezuela)
- Medalla de Oro del Senado (Italia)

Distinciones
- Presidente de Honor del Partido Popular de Extremadura
- Presidente de Honor de ENCE

Premios
- Premio CIT (Centro de Iniciativas Turísticas) 2018 de Mérida